# McLaren MP4-17D
La McLaren MP4-17D è  stata una monoposto di Formula 1 che ha gareggiato nel Campionato mondiale di Formula 1 2003. Fu presentata il 15 gennaio 2003 a Valencia.

## Contesto
Questa vettura è frutto dell'evoluzione della vettura dell'anno precedente; inizialmente era prevista la nascita della MP4-18, ma a causa di problemi riscontrati nei test venne creato un modello basato su una stretta evoluzione della MP4-17.

## Carriera agonistica
La scuderia vinse due gare in stagione (una con Coulthard all'esordio in Australia e la gara subito successiva con Räikkönen in Malesia); grazie ad una serie di piazzamenti a podio il finlandese fu capace di contenendere il titolo mondiale fino all'ultima gara in Giappone contro Michael Schumacher, con il teutonico poi campione per solo due punti; lo stesso numero di punti separava inoltre la McLaren dalla Williams, arrivata seconda nel campionato costruttori grazie al maggior numero di vittorie conseguite dalla coppia Montoya-Ralf Schumacher.
| Piloti ufficiali       | Piloti ufficiali | Piloti ufficiali |
| Nazione                | Nome             | Numero           |
| ---------------------- | ---------------- | ---------------- |
| Regno Unito (bandiera) | David Coulthard  | 5                |
| Finlandia (bandiera)   | Kimi Räikkönen   | 6                |
| Piloti di riserva      |                  |                  |
| Nazione                | Nome             | Numero           |
| Austria (bandiera)     | Alexander Wurz   | 5-6              |

## Risultati completi e piloti
| Anno | Team    | Motore                  | Gomme | Piloti    |   |     |   |   |     |   |   |     |     |   |   |     |   |     |     |   | Punti | Pos. |
| ---- | ------- | ----------------------- | ----- | --------- | - | --- | - | - | --- | - | - | --- | --- | - | - | --- | - | --- | --- | - | ----- | ---- |
| 2003 | McLaren | Mercedes FO110M 3.0 V10 | M     | Coulthard | 1 | Rit | 4 | 5 | Rit | 5 | 7 | Rit | 15* | 5 | 5 | 2   | 5 | Rit | Rit | 3 | 142   | 3º   |
| 2003 | McLaren | Mercedes FO110M 3.0 V10 | M     | Räikkönen | 3 | 1   | 2 | 2 | Rit | 2 | 2 | 6   | Rit | 4 | 3 | Rit | 2 | 4   | 2   | 2 | 142   | 3º   |

| Legenda | 1º posto     | 2º posto | 3º posto    | A punti         | Senza punti/Non class.  | Grassetto – Pole position Corsivo – Giro più veloce |
| Legenda | Squalificato | Ritirato | Non partito | Non qualificato | Solo prove/Terzo pilota | Grassetto – Pole position Corsivo – Giro più veloce |

(*) Indica quei piloti che non hanno terminato la gara ma sono ugualmente classificati avendo coperto, come previsto dal regolamento, almeno il 90% della distanza totale.